# Clive Allen
Clive Darren Allen (Stepney, 20 maggio 1961) è un ex calciatore, allenatore di calcio e dirigente sportivo britannico.
Allen è il figlio dell'ex attaccante del Tottenham Hotspur Les Allen, che è stato membro del team che vinse il titolo First Division e FA Cup nel 1961 (la vincita della coppa avvenne esattamente due settimane prima che Allen Junior nascesse). Clive è il fratello dell'ex calciatore Bradley Allen, cugino dell'allenatore calcistico Martin Allen e di Paul Allen, ex centrocampista del West Ham United e del Tottenham Hotspur. Ha giocato per più squadre con sede a Londra rispetto ad ogni altro giocatore della storia.

## Carriera calcistica

### Queens Park Rangers
Clive ha iniziato la sua carriera con i Queens Park Rangers alla fine degli anni '70, segnò 32 gol con 49 presenze, prima di trasferirsi all'Arsenal.

### Arsenal
Allen firmò per l'Arsenal nell'estate del 1980 per una cifra di un 1,25 milioni di sterline (circa 1,45 milioni di euro), ma non ha mai giocato neanche una partita agonistica (ha comunque giocato 3 partite amichevoli pre-stagione con l'Arsenal). Si trasferì presto al Crystal Palace, scambiato per Kenny Sansom.

### Crystal Palace
Allen fu il miglior realizzatore del Palace nella stagione 1980-81 con 9 gol nel campionato e 11 in tutte le competizioni, quando il Palace finiva in fondo alla classifica della First Division.

### Queens Park Rangers
Al QPR, ancora nella Second Division, allenati da Terry Venables e la prima stagione dal ritorno di Allen (1981-82) vide il ritorno della sua forma segnando 13 gol nella Second Division, anche se non bastarono per raggiungere la promozione. Il QPR raggiunse anche il suo miglior risultato nella FA Cup, approdando in finale per la prima volta grazie ai gol di Allen per l'1-0 nel 6º turno (contro Crystal Palace) e nella semifinale (contro West Bromwich Albion). Raggiungere la finale della coppa era insolito per un club al di fuori della massima divisione e, per aggiungere un po' di intrigo all'occasione, l'avversario del QPR fu il Tottenham, l'ex squadra di suo padre.
La giornata fu negativa per Allen, infortunatosi dopo solo 2 minuti di gioco (a causa di un contrasto in ritardo), dovette essere sostituito entro l'inizio del secondo tempo. La partita finì 1-1 dopo i tempi supplementari, ma Allen non era abbastanza in forma per giocare il replay, dove il Tottenham vinse 1-0.
Durante la stagione seguente Allen segnò 27 gol in campionato e il QPR vinse per la prima volta la Second Division nel 1982-83, successivamente Allen consolidò la loro nuova posizione facendo arrivare la squadra al quinto posto nella First Division nel 1983-84, ma preferì trasferirsi e giocare la UEFA Cup col Tottenham, piuttosto che nella sola First Division con il QPR, quindi la stagione seguente raggiunse il White Hart Lane per 700000 £. Allen arrivò al Tottenham quando Keith Burkinshaw si dimise dopo 8 anni da allenatore, lasciando il posto a Peter Shreeves.
Quell'estate Allen fece il suo debutto in Inghilterra.

## Football americano
Nel 1997 giocò con la franchigia di football americano dei London Monarchs, militante in NFL Europe.

## Statistiche

### Cronologia presenze e reti in nazionale
| Cronologia completa delle presenze e delle reti in nazionale ― Inghilterra | Cronologia completa delle presenze e delle reti in nazionale ― Inghilterra | Cronologia completa delle presenze e delle reti in nazionale ― Inghilterra | Cronologia completa delle presenze e delle reti in nazionale ― Inghilterra | Cronologia completa delle presenze e delle reti in nazionale ― Inghilterra | Cronologia completa delle presenze e delle reti in nazionale ― Inghilterra | Cronologia completa delle presenze e delle reti in nazionale ― Inghilterra | Cronologia completa delle presenze e delle reti in nazionale ― Inghilterra |
| Data                                                                       | Città                                                                      | In casa                                                                    | Risultato                                                                  | Ospiti                                                                     | Competizione                                                               | Reti                                                                       | Note                                                                       |
| -------------------------------------------------------------------------- | -------------------------------------------------------------------------- | -------------------------------------------------------------------------- | -------------------------------------------------------------------------- | -------------------------------------------------------------------------- | -------------------------------------------------------------------------- | -------------------------------------------------------------------------- | -------------------------------------------------------------------------- |
| 10-6-1984                                                                  | Rio de Janeiro                                                             | Brasile                                                                    | 0 – 2                                                                      | Inghilterra                                                                | Amichevole                                                                 | -                                                                          | 76’                                                                        |
| 13-6-1984                                                                  | Montevideo                                                                 | Uruguay                                                                    | 2 – 0                                                                      | Inghilterra                                                                | Amichevole                                                                 | -                                                                          | 69’                                                                        |
| 17-6-1984                                                                  | Ñuñoa                                                                      | Cile                                                                       | 0 – 0                                                                      | Inghilterra                                                                | Amichevole                                                                 | -                                                                          |                                                                            |
| 29-4-1987                                                                  | Smirne                                                                     | Turchia                                                                    | 0 – 0                                                                      | Inghilterra                                                                | Qual. Euro 1988                                                            | -                                                                          | 75’                                                                        |
| 17-2-1988                                                                  | Ramat Gan                                                                  | Israele                                                                    | 0 – 0                                                                      | Inghilterra                                                                | Amichevole                                                                 | -                                                                          | 68’                                                                        |
| Totale                                                                     |                                                                            | Presenze                                                                   | 5                                                                          |                                                                            | Reti                                                                       | 0                                                                          |                                                                            |

## Palmarès

### Calcio

#### Giocatore

##### Club
- Second Division: 1

QPR: 1982-1983
- Fourth Division: 1

Carlisle Utd: 1994-1995

##### Individuale
- Capocannoniere della Football League Cup: 1

1986-1987 (12 gol)
- Giocatore dell'anno della FWA: 1

1987